# Penelope Lawrence

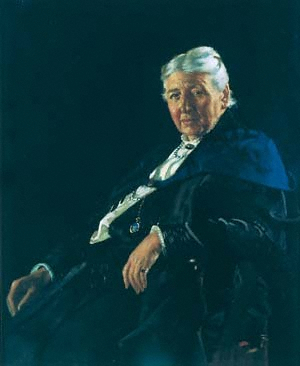
Penelope Lawrence, Gemälde von William Orpen, 1926

Penelope Lawrence (* 10. November 1856 in Hyde Park, London; † 3. Juli 1932 in Boxmoor, Hemel Hempstead, Hertfordshire) war eine englisch-britische Schulgründerin und Schulleiterin. Mit ihren jüngeren Halbschwestern Dorothy und Millicent Lawrence gründete sie die Roedean School in Brighton.

## Leben
Lawrence, die von ihrer Familie „Nelly“ gerufen wurde, war das einzige Kind von Philip Henry Lawrence (1822–1895), einem Anwalt, und Charlotte Augusta Lawrence, geborene Bailey. Die Mutter starb drei Monate nach ihrer Geburt. 1858 heiratete Philip Lawrence in zweiter Ehe Margaret Davies und bekam mit ihr dreizehn weitere Kinder, von denen Dorothy (* 1860) das zweite und Millicent (* 1863) das vierte war.
In Lawrence Familie gab es mehrere Verbindungen zu Schulleitungen und -gründungen: Die Tante ihres Vaters war Sarah Lawrence leitete eine eigene Bildungseinrichtung. Über Lawrence Tante mütterlicherseits, Frances Bailey, verheiratete Martineau, war sie mit der Familie Martineau und der Schriftstellerin Anna Laetitia Barbauld befreundet, die ebenfalls eigene Schulen leiteten.
Die Familie Lawrence lebte in Wimbledon. 1864 ging Lawrence nach Versailles, um Französisch zu lernen. Hier lernte sie auch Schwimmen, was eine lebenslange Leidenschaft wurde. 1865 kehrten sie nach Wimbledon zurück. Die Familie wollte ein neues Haus bauen und ging für die Zeit nach Deutschland, wo Lawrence die Froebelsche Pädagogik kennenlernte. Die Schwestern besuchten Tagesschulen in Dresden und Gotha. 1873 war das neue Haus fertiggestellt, und Lawrence machte sich auf, um ihre Ausbildung am Newnham College zu beenden. Eine ihrer Mitschülerinnen war Alix von Cotta,die sich in Deutschland für Bildung einsetzte und eine Schule leitete und mit der sie eine lebenslange Freundschaft verband. Die über 60 Jahre gehende Korrespondenz zwischen von Lawrence und Cotta befindet sich heute in den britischen National Archives.
In der Zwischenzeit waren die Finanzen ihres Vaters zusammengebrochen und das Geld reichte nicht aus, auch ihre Schwestern nach Newnham zu schicken. Dorothy Lawrence ging auf das Bedford College und Lawrence bezahlte ihrer Halbschwester Millicent Lawrencedie Ausbildung zur Lehrerin am Maria Grey Training College. 1881 trat Lawrence die Nachfolge von Caroline Bishop an, die den Kindergarten in Tavistock Place leitete. Sie war bis 1883 im Kindergarten tätig.
Am Valentinstag 1885 schrieb Dorothy Lawrence an Lawrence, die auf Madeira war, und schlug ihr vor zusammen mit ihrer Schwester Millicent Lawrence eine Schule zu gründen. Dorothy und Millicent Lawrence und ihre Mutter hatten bereits vier Jahre lang eine Schule geleitet, aber das Haus der Familie war dafür zu klein geworden. Die neue Schule hatte sechs zahlende Schülerinnen, als sie in einem von ihnen gemieteten Haus in Brighton eröffnet wurde. Die Schule hatte noch vier weitere Schülerinnen, die aber nicht zahlten, aber „zehn“ war gutes Marketing. Die Idee war erfolgreich, und die Schule zog zum Sussex Square um und nannte sich Wimbledon House. Fünf der Lawrence-Schwestern waren nun als Lehrerinnen tätig, und es hieß, dass die Schülerinnen täglich auch körperlich ertüchtigt wurden: Millicent Lawrence unterrichtete Bogenschießen und Christabel Lawrence unterrichtete in den 1890er Jahren Spiele wie Hockey an der Schule.
1895 wurden neue Räumlichkeiten benötigt, und es wurde geplant, in der Nähe von Rottingdean zu bauen. Die Familie unterstützte die Idee und Lawrence Halbbruder Paul investierte 50 Pfund aus seinem neuen Job als Anwalt. Die neue Schule wurde zwischen 1897 und 1899 erbaut, und das Wachstum der Schule zu dem, was Roedean School genannt wurde, bedeutete eine große Veränderung. Die neue Schule wurde nach strengeren Regeln geführt, mehr wie eine traditionelle Jungenschule, und jede der Schwestern übernahm die Verantwortung für ein Haus. Formal agierten die Schwestern als Triumvirat, aber in der Praxis war es Lawrence, die die Führung übernahm. Sie war die dominierende Persönlichkeit, die die akademische Seite organisierte (beschrieben in ihrem Memorandum an die königliche Kommission für das Sekundarschulwesen im Jahr 1895) und, obwohl sie selbst nicht sportlich war, enthusiastisch Mannschaftsspiele förderte. Sie schrieb 1898 die Abhandlung Games and athletics in secondary schools for girls, worin sie den Wert von Spielen für Mädchen als Mittel zur Charakterbildung, zur Erziehung zum Gehorsam gegenüber Gesetzen und zum gemeinsamen Handeln für ein gemeinsames Ziel betonte. Dorothy Lawrence hatte ihren Schwerpunkt bei der religiösen Bildung und Millicent Lawrence organisierte die wirtschaftlichen Aspekte.

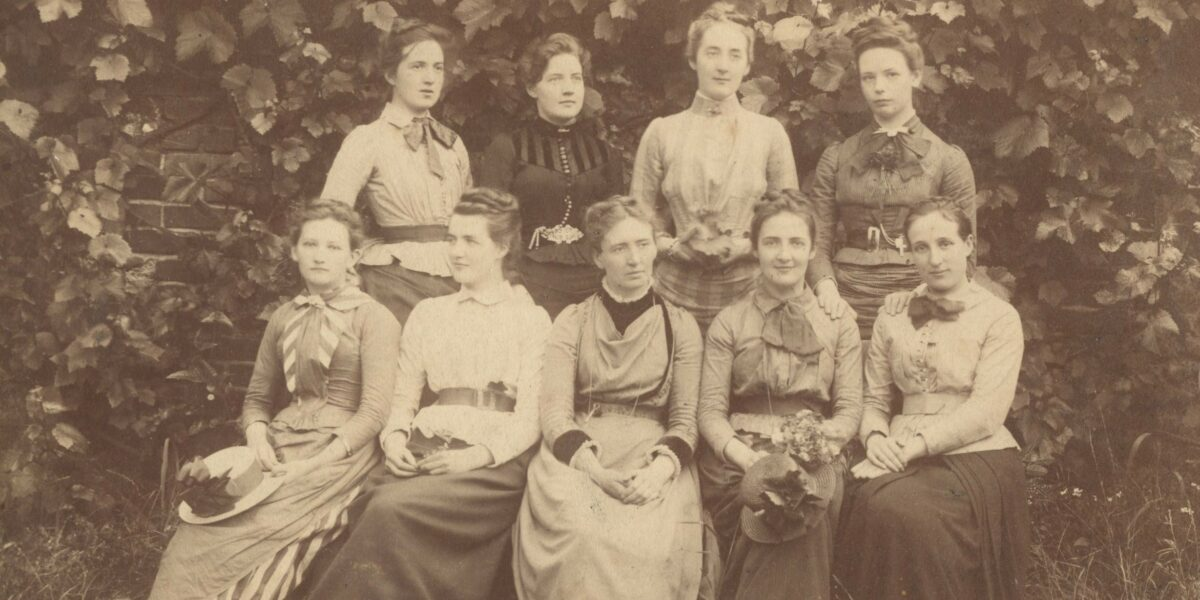
Personal des Wimbledon House, darunter die drei Gründerinnen und Sylvia Lawrence (erste Kunstlehrerin), 1888
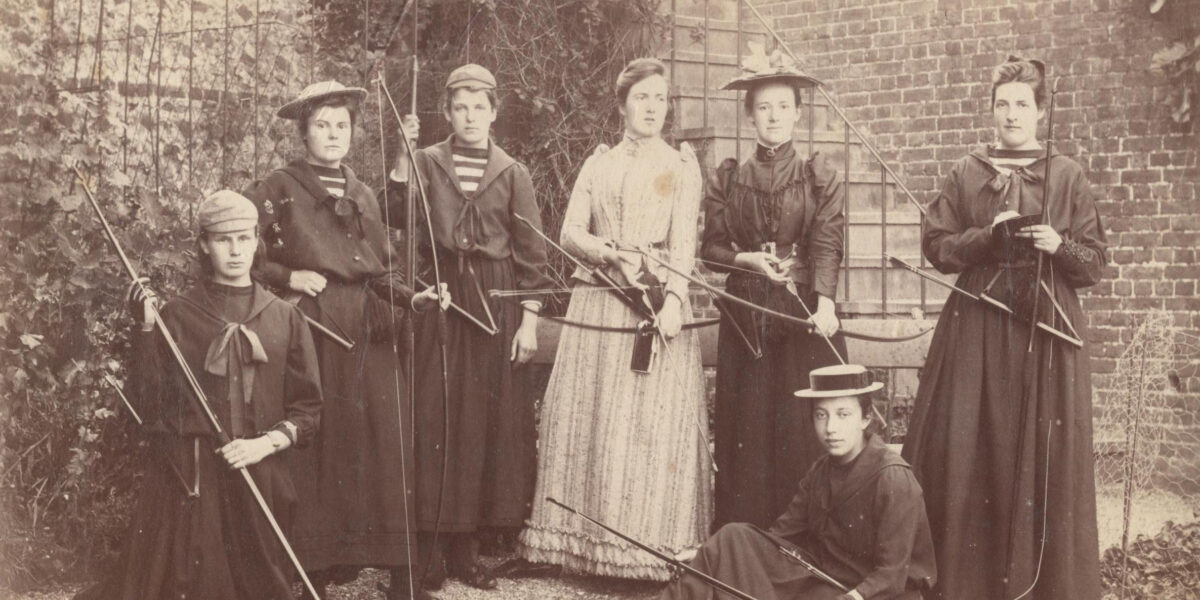
Bogenschießen, in der Mitte Millicent Lawrence, 1895
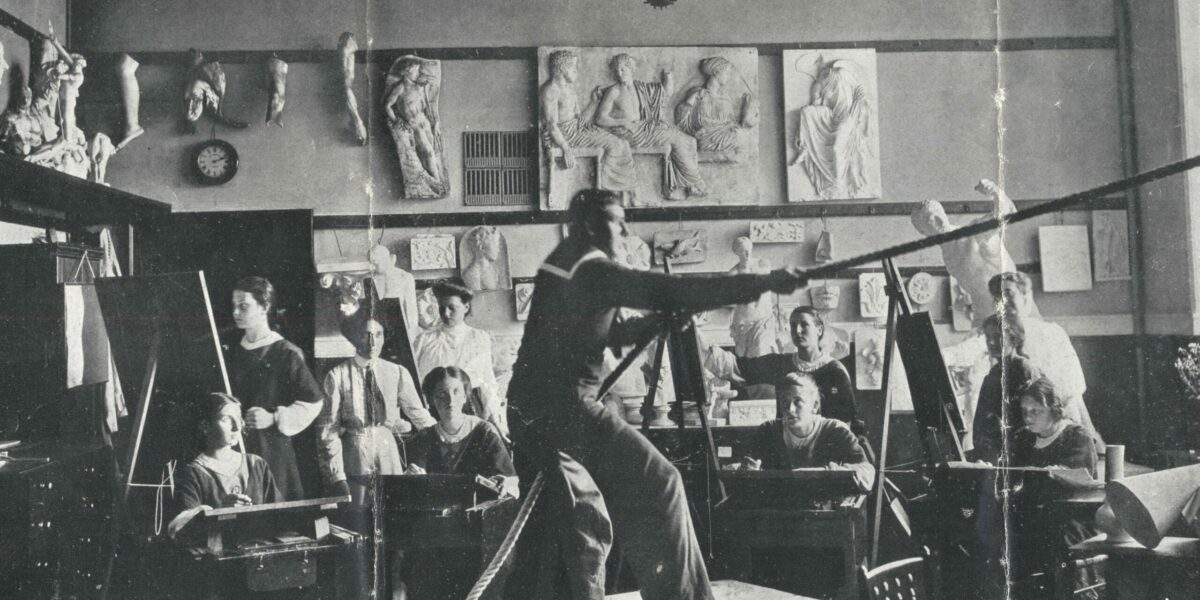
Kunstklasse, 1907
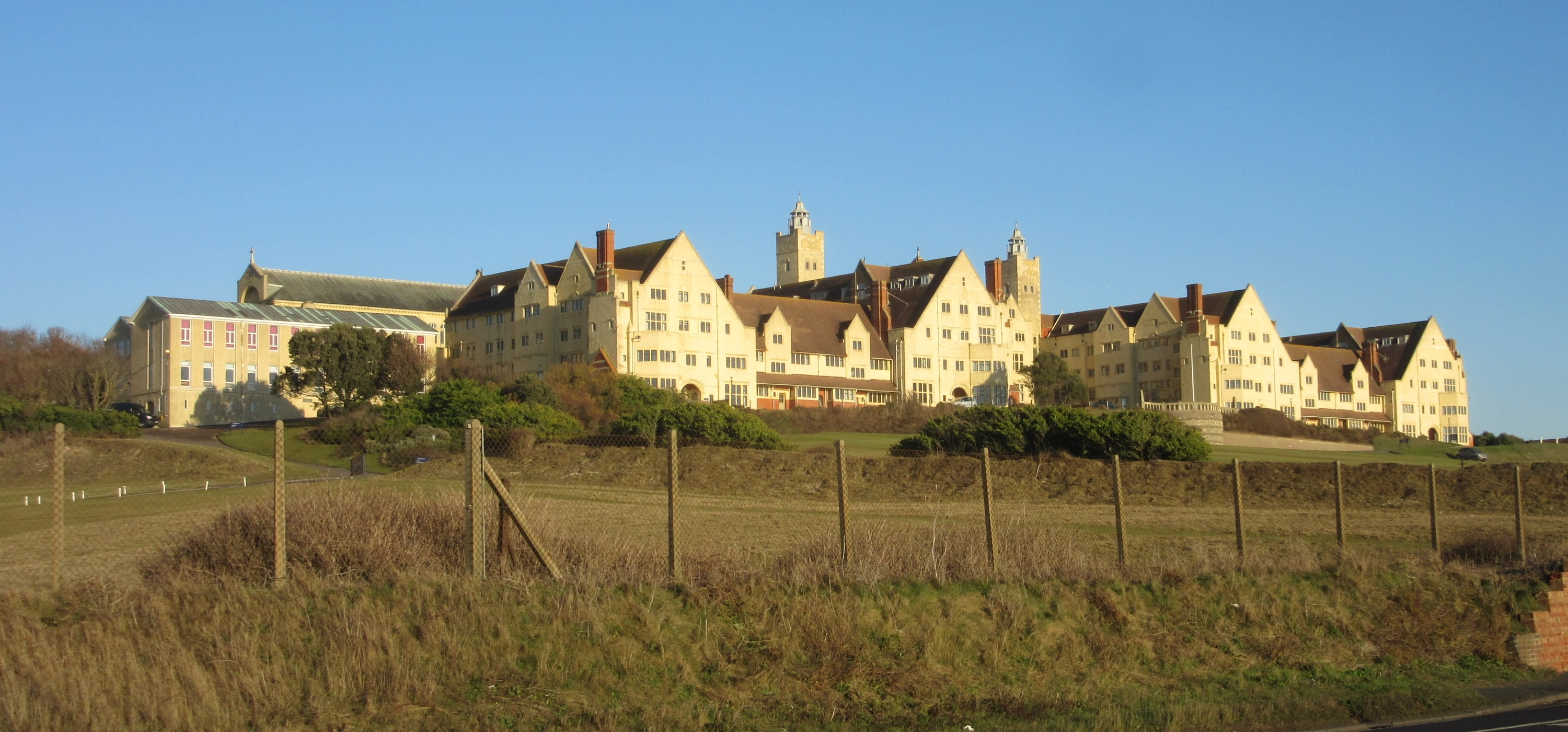
Rodean School, 2016
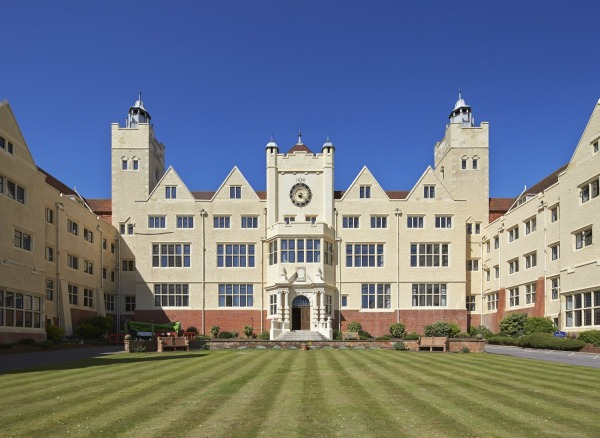
Rodean School, 2016

Im Jahr 1903 gründete die jüngste Halbschwester Theresa Lawrence eine Schule für die Töchter von Führungskräften, die im Goldbergbau in Südafrika tätig waren. Diese Schule existiert noch heute und heißt Roedean School (Südafrika). Theresa Lawrence war eines der ersten vier Kinder gewesen, das Lawrence an der Wimbledon School unterrichtete.
Im Jahr 1924 gingen die drei Gründungsschwestern in den Ruhestand und die Schule wurde eine Public company. Lawrence berief Emmeline Mary Tanner als Nachfolgerin, die bis zu ihrer eigenen Pensionierung am der Roedean Scholl blieb.
Lawrence starb 1932 in ihrem Haus in Boxmoor.